# Yuman
Yuman, pseudonimo di Yuri Santos Tavares Carloia (Roma, 11 agosto 1995), è un cantautore italiano.

## Biografia
Nasce nel 1995 a Roma da madre italiana e padre capoverdiano e cresce nell'area periferica di Formello. Durante i suoi primi studi musicali ha intrapreso una serie di viaggi tra Londra e Berlino, che gli ha permesso di ampliare i suoi orizzonti.
La sua carriera musicale è iniziata nel 2015 con l'incontro con Jacopo Mancini e Marco Gargani della Mzk Lab (etichetta discografica di Roma) che pubblica l'EP Love Frames nel 2016, con il nome Yuri Santos. In seguito, nel 2017, conoscerà il manager e discografico Alberto Quartana, il quale gli offre un contratto discografico con l'etichetta Leave Music e gli ha affiancato Francesco Cataldo, produttore e compositore. Nel 2018 Cataldo ha prodotto il singolo di debutto dell'artista Twelve, che è entrato in rotazione nelle principali radio italiane. L'anno successivo Yuman ottiene un contratto discografico con l'Universal Music Italia, con cui ha pubblicato Run, singolo che ha anticipato l'uscita dell'album di debutto Naked Thoughts, pubblicato il successivo 27 settembre.
Nel novembre 2021 è stato confermato come uno fra i dodici artisti partecipanti a Sanremo Giovani 2021, festival musicale che ha selezionato tre artisti emergenti per il 72º Festival di Sanremo. Yuman è stato proclamato vincitore della serata con il brano Mille notti, che gli ha permesso di prendere parte al festival con il brano Ora e qui, scritto da lui stesso insieme al producer Francesco Cataldo e Tommaso Di Giulio.. Il brano si classificherà al ventunesimo posto nella serata finale.

## Discografia

### Album in studio
- 2019 – Naked Thoughts
- 2022 – Qui

### Singoli
- 2018 – Twelve
- 2019 – Run
- 2019 – Somebody to Love
- 2019 – I Will
- 2021 – I Am
- 2021 – Mille notti
- 2022 – Ora e qui